# Jean Sarrazin (poète)
Pour les articles homonymes, voir Jean Sarrazin.
Jean Joseph Sarrazin, né à Prapic (commune d'Orcières) le 6 octobre 1833, et mort à Lyon 2e arrondissement le 30 avril 1914, est un poète français.
Il fut un personnage marquant de la poésie haut-alpine et lyonnaise du XIXe siècle. Né dans les Hautes-Alpes, il s’établit à Lyon dans le commerce de détail d’olives qu’il vendait concomitamment à ses recueils de poésie. Cette pratique inhabituelle lui valut le surnom de « poète aux olives ».

## Biographie

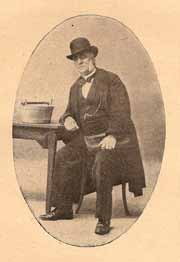
Jean Sarrazin assis à côté d'un bac d'olives.

Fils de Jean Sarrazin et de Rose Bernard-Reymond, Jean Sarrazin naquit le 6 octobre 1833 à Prapic, un hameau reculé et pittoresque des Hautes-Alpes, situé sur la commune d'Orcières. Jusqu’en 1845, il fréquenta l’école de son hameau en hiver, alors qu’il gardait les troupeaux dans la montagne pendant l’été. Il suivit alors son père à travers la France pour vendre des images d’Épinal et des images pieuses. De retour dans son village, le curé lui apprit quelques rudiments de latin et il fit pendant quelques années la classe dans un hameau voisin.
En 1853, il quitta Prapic et après maintes péripéties, s’installa à Lyon. On ne sait comment lui vint l’idée de se consacrer à la vente de détail des olives, mais son commerce réussit. Dès 1854, il fit imprimer quatre pages de ses vers en échange de la composition de deux chansons.
Jean Sarrazin se mit alors à vendre ses poèmes en même temps qu’il vendait ses olives. Cette sorte de vente directe assura l’essentiel de la distribution de son œuvre. Les vers faisaient-ils mieux gouter les olives ou celles-ci ajoutaient-elles quelques saveurs à la poésie ? Toujours est-il que les consommateurs lyonnais prirent l’habitude de consommer cumulativement les deux produits. Cette pratique pour le moins inhabituelle lui valut le surnom de « poète aux olives ».
À la demande de ses amis, le poète Pierre Dupont, Garel, l’écrivain Sixte Delorme et le critique littéraire Armand Fraisse, il publia en 1869 un premier recueil de poésies, Les Fruits Verts. Ce fut alors pendant près de 60 ans, une suite ininterrompue de divers ouvrages qui seront édités. Son dernier ouvrage, Les derniers sons d’une lyre brisée, fut publié en 1909.
Ami et poète des étudiants, Jean Sarrazin fit pendant plus de soixante ans le sonnet de leurs bals, composant à une table de la Brasserie Georges, ou dans un café de Lyon. Le visage rasé de frais, encadré de favoris, un binocle incrusté sur son nez, il portait une tenue impeccable qui donnait un air de notable ou de magistrat à ce personnage atypique.
Veuf en premières noces de Marie-Thérèse Gallice, il épousa Marguerite Paput en secondes noces.
Bien que lyonnais d’adoption, il demeura très attaché à son village et à ses compatriotes haut-alpins à qui il rendit régulièrement visite. Il eut un jour la surprise d’y être reçu par des arcs de verdure comportant l’inscription « Vive Jean Sarrazin ». Tous les habitants, maire et conseil municipal d’Orcières en tête lui firent une ovation.
Jean Sarrazin s’éteignit à Lyon au printemps 1914.
Il y a une rue Jean Sarrazin à Lyon (8e arrondissement).

## Œuvre

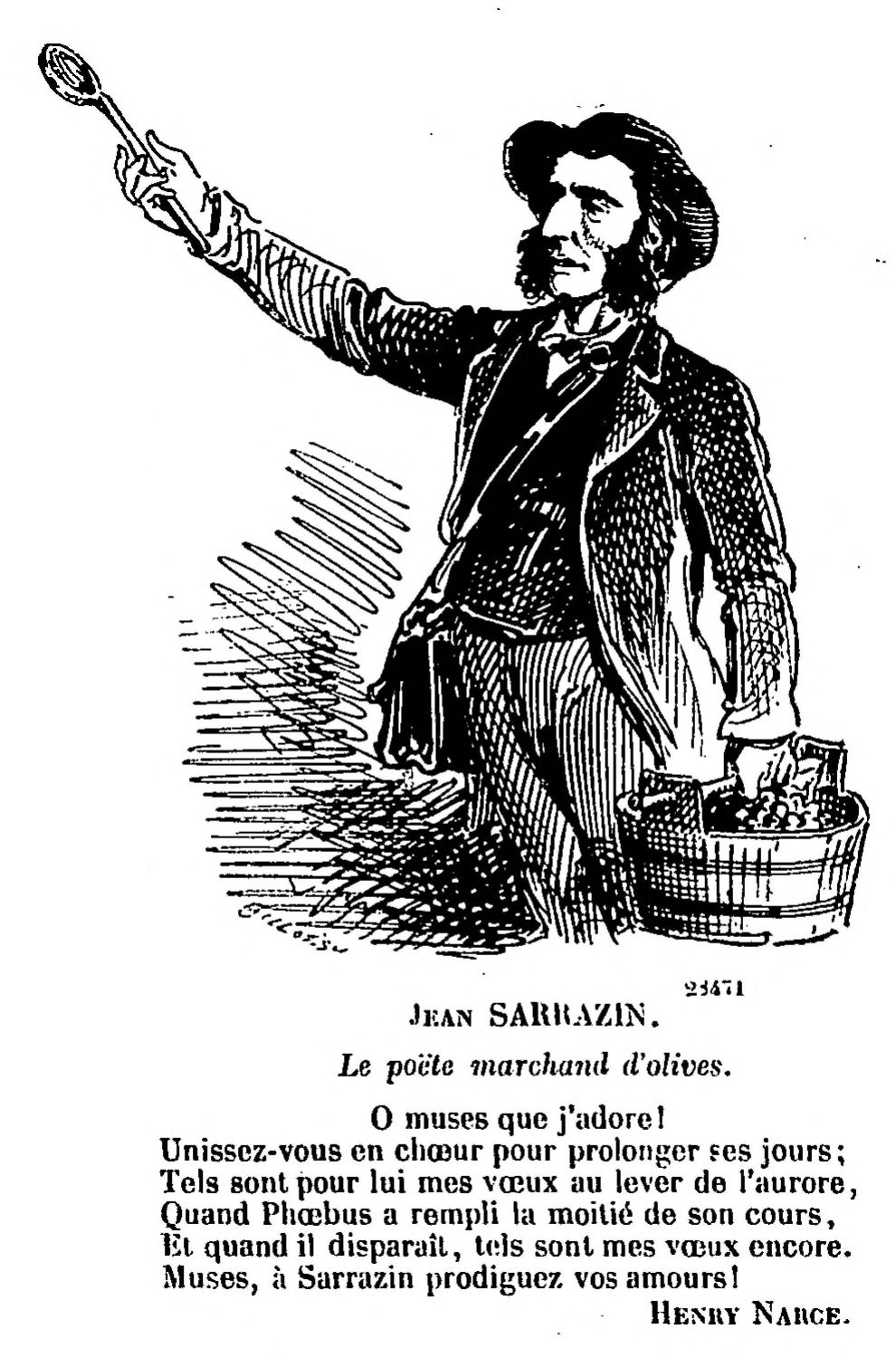
Jean Sarrazin, illustration du Journal amusant, 1870.

L’œuvre de Jean Sarrazin est marquée par une simplicité, une authenticité à l’image de son travail et de sa peine. Ce travail est d’autant plus méritoire que son éducation fut des plus rudimentaires. On doit aussi louer la moralité d’un homme qui mit pendant toute sa vie sa plume au service d’une multitude d’œuvres de charité ou de cérémonies patriotiques. Jean Sarrazin ne succomba non plus jamais à la facilité des sujets irréligieux ou licencieux.
Il reste un personnage marquant de la littérature haut-alpine et de la poésie lyonnaise du XIXe siècle.

## Publications
- Les fruits verts – 1 volume – 1869
- Les fruits divers – 1 volume – 1870
- Poésie – brochure – 1872, 1876 et 1878
- Les Ondées – 1 volume – 1872
- Les Soupirs – 1 volume – 1875
- Lueurs et Brumes – 1 volume – 1879
- Trait d’Union – brochure – 1880
- Givre du Pinde – brochure – 1882
- Roses et épines – brochure – 1883
- Brises Alpestres – 1 volume – 1885
- Gouttes d’eau du Permesse – plaquette – 1887
- Les Outres d’Éole – 1 volume – 1890
- Les Fleurs d’Automne – 1 volume – 1892
- Arrière-garde – plaquette – 1894
- Pointe d’Azur – 1 volume – 1898
- Dernière Gerbe – 1 volume – Lyon - Éditions Rey 1901 -
- épis oubliés – 1902
- Mes Noces d’or avec la Muse – 1 volume – 1903
- Les derniers sons d’une lyre brisée – 1 volume - 1909